# Kaspar Karras von Rhomstein
Kaspar Valentin Karras von Rhomstein lub Kaspar Karas von Rhomstein (ur. w 1591 w Ujazd, powiat Strzelce Opolskie, zm. 6 stycznia 1646 we Wrocławiu) – biskup rzymskokatolicki. 

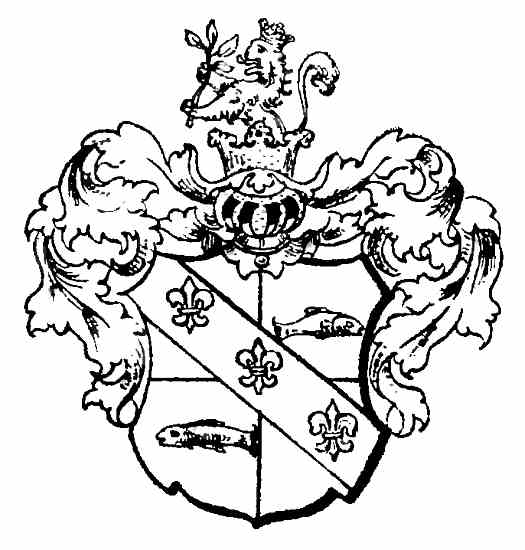
Herb Karras von Rhomstein

## Życiorys
Pochodził z rodziny kupieckiej; studiował teologię w Rzymie w latach 1615–1620 jako absolwent Collegium Germanicum i uzyskał stopień naukowy doktora teologii. W 1621 został kanonikiem, w 1624 scholastykiem i kantorem kapituły katedralnej we Wrocławiu. Kapituła ołomuniecka w 1638 powołała go na stanowisko kanonika katedry, a w 1639 na stanowisko proboszcza katedry. Został także proboszczem parafii św.Piotra w Brnie. Jako że, biskup ołomuniecki Leopold Wilhelm Habsburg arcyksiążę Austrii, nie miał święceń kapłańskich, Karras von Rhomstein był od 1638 do 1640 i od 1643 do 1646 administratorem biskupim, a od 1638 aż do śmierci był wikariuszem generalnym i wikariuszem sądowym diecezji ołomunieckiej. Ponadto piastował funkcję protonotariusza apostolskiego i radcy cesarza Ferdynanda II Habsburga.
3 grudnia 1640 został mianowany biskupem tytularnym Tyberiady i biskupem pomocniczym w Ołomuńcu. Rezydował jednak częściej w diecezji wrocławskiej, rozwijając w niej ożywioną działalność duszpasterską i polityczną. 
Zmarł we Wrocławiu i został pogrzebany w  katedrze św. Jana Chrzciciela.
Ok. 1615 - 1620 rodzina otrzymała tytuł szlachecki z przydomkiem "von Rhomstein".
Brat Kaspara, Adam Karras von Rhomstein był kanonikiem we Wrocławiu, Nysie i w Raciborzu.

## Literatura
- Blažek Konrad - Der abgestorbene Adel der preußischen Provinz Schlesien und der Oberlausitz; Nürnberg 1890
- Piotr Nitecki, Biskupi Kościoła w Polsce w latach 965 - 1999, Henryk Gulbinowicz, Warszawa: „Pax”, 2000, ISBN 83-211-1311-7, OCLC 189782455. Brak numerów stron w książce
- Winfried Eberhard in: Erwin Gatz: Die Bischöfe des Heiligen Römischen Reiches 1448-1648, ISBN 3-428-08422-5, S. 352